# Alexander (Maine)
Alexander ist eine Town im Washington County des Bundesstaates Maine in den Vereinigten Staaten. Im Jahr 2020 lebten dort 525 Einwohner in 386 Haushalten auf einer Fläche von 118,23 km².

## Geographie
Nach dem United States Census Bureau hat Alexander eine Gesamtfläche von 118,23 km², von der 103,96 km² Land sind und 14,27 km² aus Gewässern bestehen.

### Geographische Lage
Alexander liegt zentral im Washington County. Mehrere Seen befinden sich auf dem Gebiet der Town oder grenzen an das Gebiet. Im Südosten der Meddybemps Lake, im Norden der Pocomoonshine Lake. Im Südwesten liegen der Pleasant Lake und der Barrows Lake und im Nordwesten der Lower Mud Lake und der Upper Mud Lake. Die Oberfläche ist leicht hügelig, der 198 m hohe Breakneck Mountain ist die höchste Erhebung auf dem Gebiet der Town.

### Nachbargemeinden
Alle Entfernungen sind als Luftlinien zwischen den offiziellen Koordinaten der Orte aus der Volkszählung 2010 angegeben.
- Norden: Princeton, 7,6 km
- Nordosten: Baileyville, 11,0 km
- Osten: Baring, 13,4 km
- Südosten: Meddybemps, 10,3 km
- Süden: Cooper, 11,5 km
- Westen: Crawford, 8,9 km
- Nordwesten: North Washington, Unorganized Territory, 26,9 km

### Stadtgliederung
In Alexander gibt es drei Siedlungsgebiete: Alexander, Cedar und Lane's Brook.

### Klima
Die mittlere Durchschnittstemperatur in Alexander liegt zwischen −7,8 °C (18 °F) im Januar und 20,6 °C (69 °F) im Juli. Damit ist der Ort gegenüber dem langjährigen Mittel der USA um etwa 9 Grad kühler. Die Schneefälle zwischen Oktober und Mai liegen mit bis zu zweieinhalb Metern mehr als doppelt so hoch wie die mittlere Schneehöhe in den USA; die tägliche Sonnenscheindauer liegt am unteren Rand des Wertespektrums der USA.

## Geschichte
Das Gebiet der späteren Town wurde in 55 Grundstücke aufgeteilt. Davon wurden 12 Grundstücke über die Massachusetts Land Lottery vergeben, die anderen wurden an unterschiedliche Eigentümer verkauft und schließlich von William Bingham aus Philadelphia aufgekauft. Aufgrund finanzieller Probleme verkaufte Bingham 1797 einen Teil der Anteile an die Baring Brothers Bank in London.
Zunächst wurde Alexander als Township No. 16 Eastern Division, Bingham's Penobscot Purchase (T16 ED BPP) bezeichnet. In Alexander startete die Besiedlung um 1810. Erste Siedler waren Solomon Perkins, Caleb Pike, George Hill, A. Bohanan, William D. Crockett, Paul Morse, Cyrus Young und Samuel Cottel. Sie kamen zumeist aus Massachusetts und New Hampshire.
Am 19. Januar 1825 wurde die Town Alexander organisiert. Benannt wurde sie nach Alexander Baring, Lord Ashburton, einem Schwiegersohn von William Bingham und britischen Gesandten, der zusammen mit Daniel Webster die Nordgrenze von Maine mit dem Webster-Ashburton-Vertrag besiedelte, der den Aroostook-Krieg beendete.
Teile von Cooper wurden im Jahr 1838 hinzugenommen und im Jahr 1859 wurde Land an Crawford abgegeben.

### Einwohnerentwicklung
| Volkszählungsergebnisse – Town of Alexander, Maine | Volkszählungsergebnisse – Town of Alexander, Maine | Volkszählungsergebnisse – Town of Alexander, Maine | Volkszählungsergebnisse – Town of Alexander, Maine | Volkszählungsergebnisse – Town of Alexander, Maine | Volkszählungsergebnisse – Town of Alexander, Maine | Volkszählungsergebnisse – Town of Alexander, Maine | Volkszählungsergebnisse – Town of Alexander, Maine | Volkszählungsergebnisse – Town of Alexander, Maine | Volkszählungsergebnisse – Town of Alexander, Maine | Volkszählungsergebnisse – Town of Alexander, Maine |
| Jahr                                               | 1800                                               | 1810                                               | 1820                                               | 1830                                               | 1840                                               | 1850                                               | 1860                                               | 1870                                               | 1880                                               | 1890                                               |
| -------------------------------------------------- | -------------------------------------------------- | -------------------------------------------------- | -------------------------------------------------- | -------------------------------------------------- | -------------------------------------------------- | -------------------------------------------------- | -------------------------------------------------- | -------------------------------------------------- | -------------------------------------------------- | -------------------------------------------------- |
| Einwohner                                          |                                                    |                                                    |                                                    | 336                                                | 513                                                | 544                                                | 445                                                | 456                                                | 439                                                | 337                                                |
| Jahr                                               | 1900                                               | 1910                                               | 1920                                               | 1930                                               | 1940                                               | 1950                                               | 1960                                               | 1970                                               | 1980                                               | 1990                                               |
| Einwohner                                          | 333                                                | 374                                                | 371                                                | 312                                                | 292                                                | 282                                                | 220                                                | 169                                                | 385                                                | 478                                                |
| Jahr                                               | 2000                                               | 2010                                               | 2020                                               | 2030                                               | 2040                                               | 2050                                               | 2060                                               | 2070                                               | 2080                                               | 2090                                               |
| Einwohner                                          | 514                                                | 499                                                | 525                                                |                                                    |                                                    |                                                    |                                                    |                                                    |                                                    |                                                    |

## Wirtschaft und Infrastruktur

### Verkehr
Die Maine Street 9 verläuft in westöstlicher Richtung durch die Town und verbindet sie mit Calais im Osten.

### Öffentliche Einrichtungen
Es gibt keine medizinischen Einrichtungen in Alexander. Die nächstgelegenen befinden sich in Calais.
In Alexander gibt es keine eigene Bücherei, die nächstgelegene befindet sich in Calais.

### Bildung
Alexander gehört zum AOS #77. In Alexander befindet sich die Alexander Elementary School. Sie bietet Schulklassen von Pre-Kindergarten bis zum 8. Schuljahr.